# Rick James
Rick James, nascido James Ambrose Johnson, Jr. (Buffalo, 1 de fevereiro de 1948 - Burbank, 6 de agosto de 2004), foi um cantor, compositor, multi-instrumentista e produtor norte-americano de funk e soul.
Após iniciar sua carreira no The Mynah Birds, onde ficou de 1964 a 1966, e perambular por várias bandas locais, James seguiu uma prolífica carreira solo, iniciada em 1977, na qual destacam-se as músicas "You & I", "Mary Jane", "Give It to Me Baby" e "Super Freak". No início da década de 1990, a carreira de James foi prejudicada por seu vício em drogas e por problemas com a lei, chegando inclusive a ser preso. Em 2004, a carreira de James retornou à cultura pop mainstream depois que ele apareceu em um episódio do Chappelle's Show. O segmento envolveu uma esquete no estilo Charlie Murphy True Hollywood Stories que satirizou o estilo de vida selvagem de James nos anos 1980. Isso resultou em um interesse renovado por sua música e naquele ano ele voltou a se apresentar na estrada. James morreu alguns meses depois, de insuficiência cardíaca, aos 56 anos.

## Biografia
James era o terceiro de oito filhos de um ex-dançarino que trabalhava na indústria automobilística. Era sobrinho de Melvin Franklin, vocalista do grupo The Temptations. Aos quinze anos, James ingressou na Reserva Naval. Quando isto passou a interferir em sua carreira musical, começou a faltar aos treinamentos no quartel nos fins de semana. Ele foi considerado "ausente sem permissão" do serviço militar e fugiu para Toronto, no Canadá. Lá, ele continuou sua carreira musical e formou uma banda chamada The Mynah Birds, a qual tinha também Neil Young e Bruce Palmer como integrantes. Os processos voltaram a rondá-lo quando seu sucesso o levou de volta aos Estados Unidos, onde foi preso e cumpriu pena por deserção. Depois de solto, James passou algum tempo no Reino Unido, onde integrou um grupo chamado Main Line. Em 1977 ele retornou aos EUA e foi trabalhar com a gravadora Motown, no início como compositor, depois como cantor e produtor. James foi mais produtivo no fim dos anos 1970 e início dos 80. Foi cantor, tecladista, baixista, produtor, arranjador e compositor. Tocava principalmente com a sua banda, a Stone City Band.
O primeiro sucesso de James foi You And I, uma gravação de oito minutos em seu primeiro álbum, de 1978, Come Get It, do qual fazia sua parte sua ode à marijuana chamada simplesmente Mary Jane.
Em 1979 James lançou dois álbuns: Bustin' Out Of L Seven, em janeiro e Fire It Up na segunda metade do ano. Depois do pouco brilhante álbum Garden Of Love de 1980, gravou um álbum conceitual chamado Street Songs. Este incluiu seu grande sucesso Super Freak (o qual serviu posteriormente como melodia de fundo para a música "U Can't Touch This" de MC Hammer, em 1990). Outros sucessos do disco incluíam Give it to Me Baby e Ghetto Life (no mesmo álbum), e ainda Teardrops, Cold Blooded, Ebony Eyes, cantada em parceria com Smokey Robinson, 17 (Seventeen), You Turn Me On e Glow, seu último sucesso de Rhytm'n'Blues (R&B), em 1985. Além disso, ele ajudou a lançar a cantora branca de R&B Teena Marie e também o grupo Mary Jane Girls.
Todavia, era o lado obscuro da vida de James que ofuscava sua carreira. Era um drogadicto viciado principalmente em cocaína. Em 1993, James foi acusado de agressão a duas mulheres, o que levou a passar três anos atrás das grades. O tempo em que esteve preso foi fundamental para que Rick conseguisse se livrar das drogas.
James tentou retornar em 1997, porém sofreu um pequeno derrame durante um concerto em Denver, que pôs um fim em sua carreira musical, apesar de sua última performance ter sido em 2004 no BET Music Awards.
Desconhecido de muitos, James tinha inúmeros fãs. Ele procurava conhecê-los e agradecer o apoio que lhe davam. Bandas que se beneficiaram disso incluem, dentre outras, The University of Waterloo Funk Kings, Hell's Funk e J Funk and Funkalicious Five.
Antes do derrame, James foi entrevistado para uma série de TV chamada Behind The Music (Por Trás da Música), e pela primeira vez falou abertamente sobre o vício e sua batalha contra as drogas.
James foi encontrado morto por um empregado em 6 de agosto de 2004, em sua casa em Los Angeles. James morreu de falência cardíaca e pulmonar, tendo como complicadores o diabetes e o derrame cerebral. Tinha ainda um marcapasso. Na época de sua morte, estava a trabalhar em sua autobiografia, Confessions Of A Superfreak, assim como em um novo álbum. Tendo sido casado e posteriormente divorciado, deixou três filhos, Tazman James, Ty James, e Rick James Jr., e duas netas.
Agendado para lançamento entre setembro e outubro de 2004 o DVD Rick James: Rockpalast Live, que apresenta um concerto de 1982 gravado em Essen, Alemanha.

## Discografia
- Come Get It!
- Bustin' Out of L Seven
- Fire It Up
- Garden of Love
- Street Songs
- Throwin' Down
- Cold Blooded
- Glow
- The Flag
- Wonderful
- Kickin'
- Urban Rapsody
- Deeper Still

## Prêmios e indicações
- 1982: American Music Award for Favorite Soul/R&B Album (Street Songs)
- 1996: Induzido ao "the Buffalo Music Hall of Fame".[5]

### Grammy Awards
James recebeu 3 indicações ao "Grammy Awards", dos quais venceu um pela co-autoria de "U Can't Touch This", do MC Hammer, que usa samplers da canção Super Freak.
| Ano  | Categoria                                          | Trabalho               | Resultado |
| ---- | -------------------------------------------------- | ---------------------- | --------- |
| 1982 | Grammy Award for Best Rock Vocal Performance, Male | "Super Freak" (canção) | Indicado  |
| 1982 | Best R&B Vocal Performance, Male                   | "Street Songs" (álbum) | Indicado  |
| 1991 | Grammy Award for Best R&B Song                     | "U Can't Touch This"   | Venceu    |